# Jerusalem Challenger 1988
Il Jerusalem Challenger 1988 è stato un torneo di tennis facente parte della categoria ATP Challenger Series nell'ambito dell'ATP Challenger Series 1988. Il torneo si è giocato a Gerusalemme in Israele dall'11 al 17 aprile 1988 su campi in cemento.

## Vincitori

### Singolare
Gilad Bloom ha battuto in finale  Christian Geyer con il punteggio di 6–1, 7–5

### Doppio
Shlomo Glickstein /  Shahar Perkiss hanno battuto in finale  Menashe Tzur /  Ohad Weinberg con il punteggio di 3–6, 6–3, 6–3